# Lavit

Lavit este o comună în departamentul Tarn-et-Garonne din sudul Franței. În 2009 avea o populație de 1.523 de locuitori.

## Evoluția populației
| An        | 1975  | 1982  | 1990  | 1999  | 2006  | 2009  |
| --------- | ----- | ----- | ----- | ----- | ----- | ----- |
| Populație | 1.263 | 1.432 | 1.612 | 1.570 | 1.538 | 1.523 |